# معركة قوة الجهراء في الجبهة السورية
في أعقاب اندلاع حرب أكتوبر عام 1973 بين العرب وإسرائيل، قررت دولة الكويت إرسال قوات عسكرية إلى الجبهة السورية لمساندة الجيش السوري في مواجهة العدوان الإسرائيلي، وكانت هذه القوة تُعرف باسم قوة الجهراء، وقد تكونت من حوالي 3,000 جندي كويتي
```
وصلت القوة الكويتية إلى الأراضي السورية وانتشرت في مواقع قريبة من تل الشعير والمناطق المحيطة بدمشق، وبدأت في تنفيذ مهامها الدفاعية والهجومية إلى جانب القوات السورية. واجهت القوة الكويتية وحدات من الجيش الإسرائيلي، الذي كان قد دفع بتعزيزات قوامها نحو 5,000 جندي مدعومين بالدبابات والطائرات.
```

خاضت القوة الكويتية عدة اشتباكات مباشرة مع القوات الإسرائيلية، وتمكنت من صدّ محاولات التقدم الإسرائيلي، بل وتمكنت من إلحاق خسائر كبيرة في صفوف العدو، شملت مقتل العشرات من الجنود الإسرائيليين وتدمير عدد من الدبابات والمركبات المدرعة.
ورغم وقوع بعض الخسائر البشرية في صفوف القوة الكويتية، إلا أن أداءها كان بطوليًا وفعّالًا، وأشاد به الجانب السوري والدول العربية المشاركة في الحرب. وقد اعتُبرت هذه المعركة من أبرز المشاركات الكويتية في الحروب العربية-الإسرائيلية، وأظهرت التزام الكويت بالدفاع عن القضايا العربية